# Exocentrus politus
Exocentrus politus là một loài bọ cánh cứng trong họ Cerambycidae.